# Ишкил
̀Ишкил (на арабски: بحيرة إشكل‎‎, Ichkeul) е соленоводно езеро в Северен Тунис.
Разположено е на 20 километра от Бизерта, най-северния град на Тунис и на целия африкански континент. Езерото и прилежащите заблатени територии съставляват Национален парк Ишкил, който е признат за рамсарско място, за обект на природното наследство и за биосферен резерват в Световната мрежа на биосферните резервати на ЮНЕСКО.
За Средиземноморския район Ишкил е едно от най-важните места за почивка и презимуване на стотици хиляди птици, мигриращи всяка година, включително и видове, които са глобално застрашени от изчезване.

## Галерия
- Птици, заснети на територията на биосферен резерват Ишкил
- Европейски пчелояд
- Трънковче
- Сива овесарка
- Биволска чапла